# Trianel

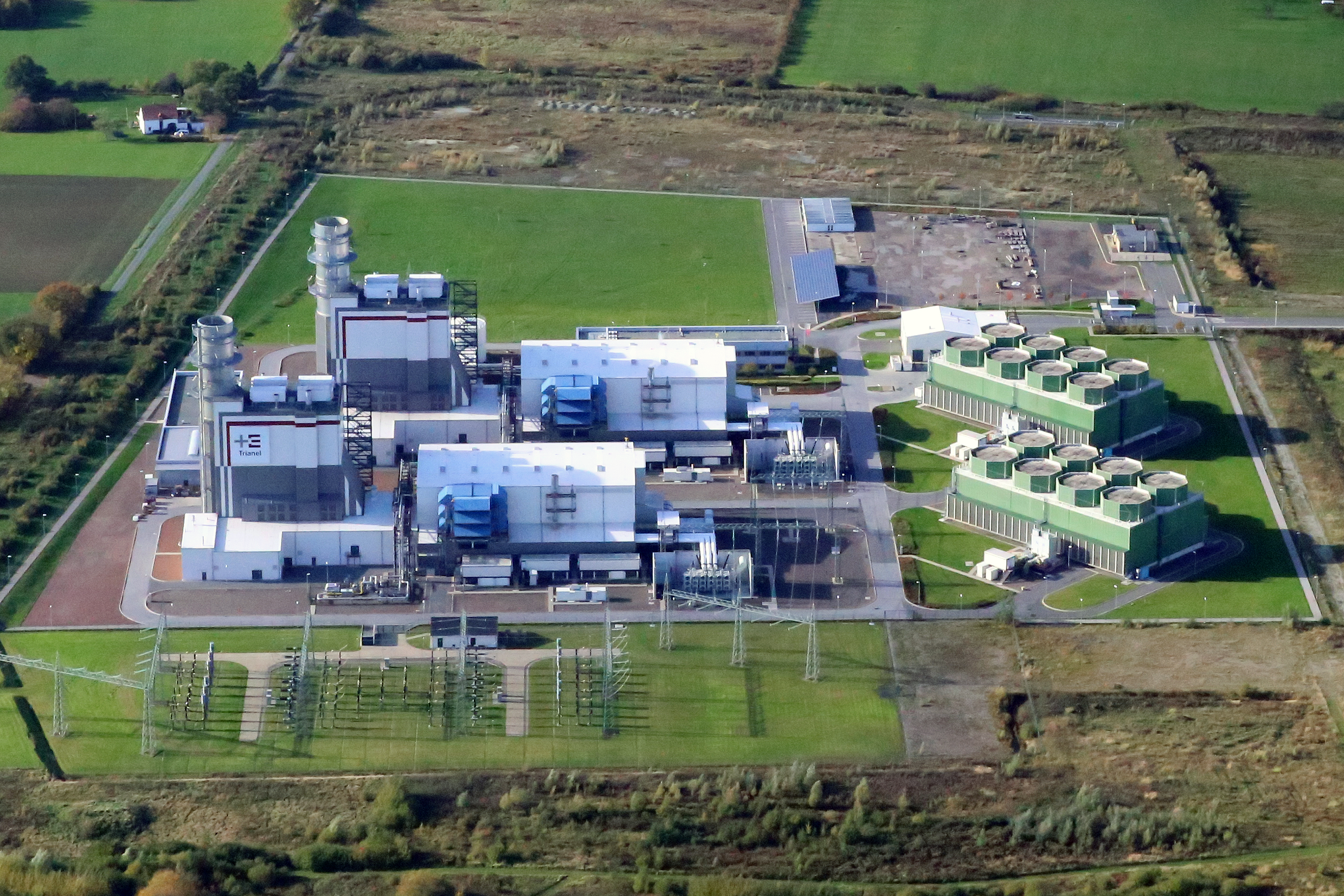
Trianel-Kraftwerk in Hamm aus der Luft (2013)

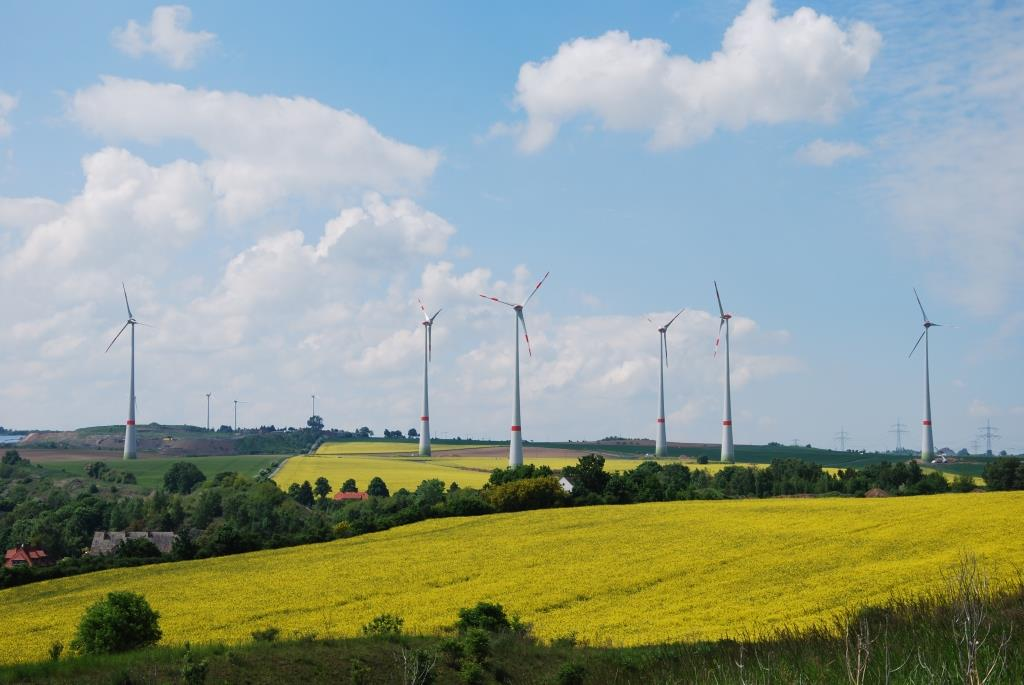
TOW-Windpark Eisleben (2013)

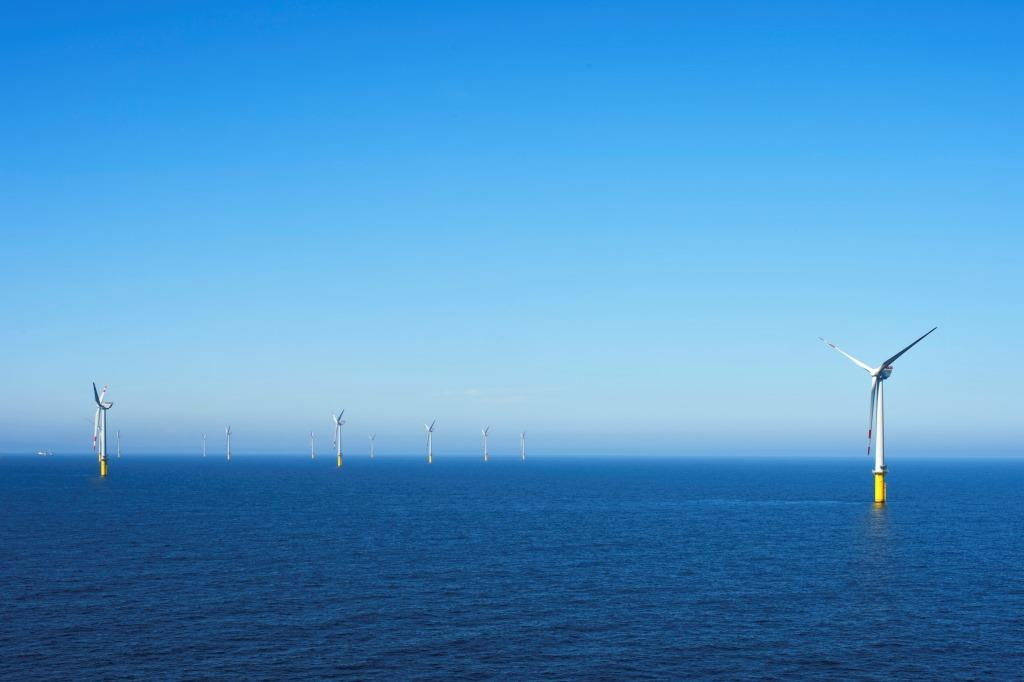
Trianel Windpark Borkum (2014)

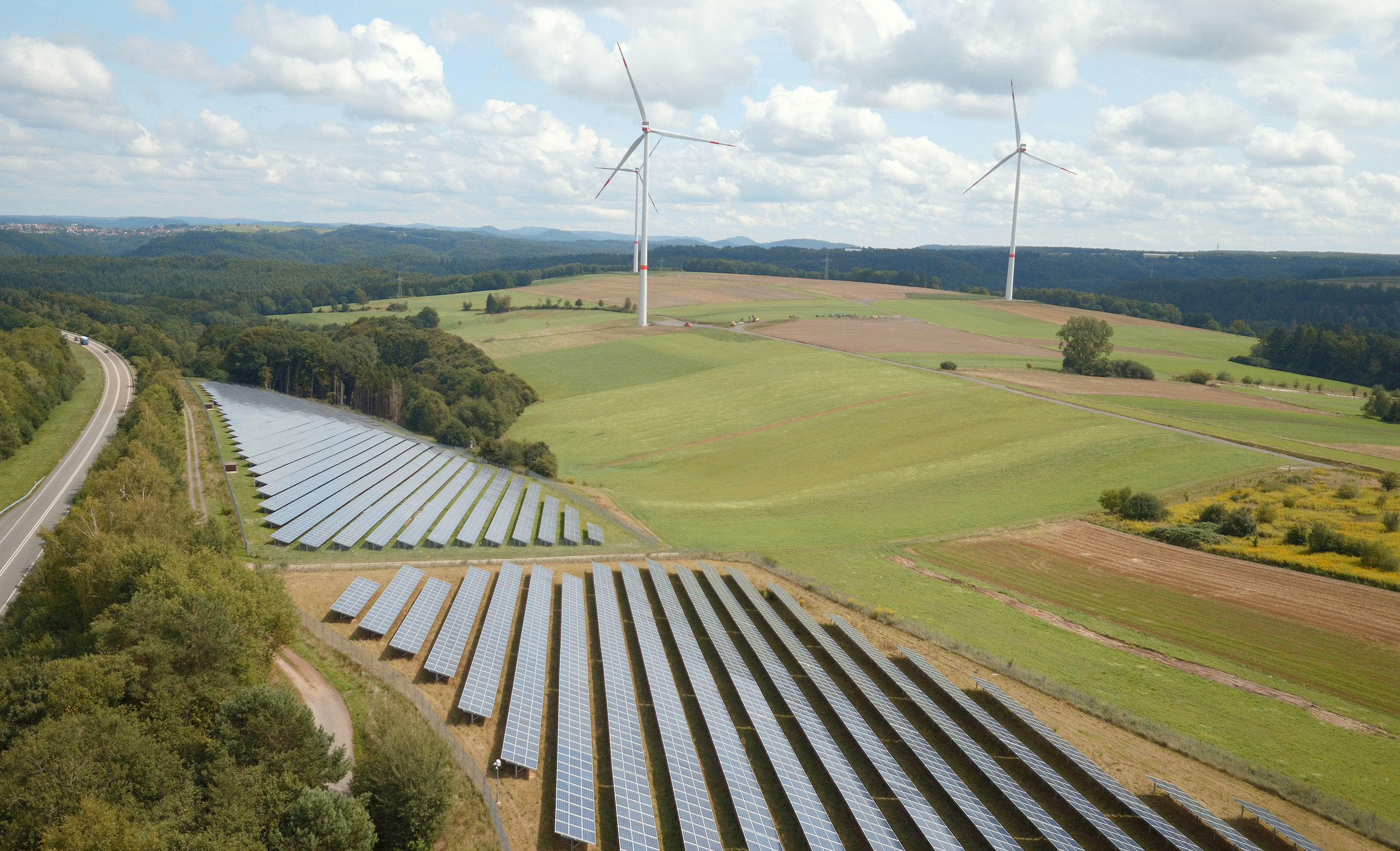
Trianel Solarpark Südwestpfalz (2017)

Trianel (seit Dezember 2008 Trianel GmbH, zuvor Trianel European Energy Trading GmbH) ist eine Stadtwerke-Kooperation mit Schwerpunkt auf Energiehandel und Beschaffung, Projektentwicklung erneuerbarer Energien sowie Unterstützung von Stadtwerken bei ihrer Versorgungsaufgabe. Der Hauptsitz ist in Aachen an der Krefelder Straße (B57).

## Geschichte
Die Trianel GmbH wurde am 8. Juni 1999 als Gemeinschaftsunternehmen der Stadtwerke Aachen, der Aachener Straßenbahn und Energieversorgungs-AG, der früheren Niederrheinwerke Viersen GmbH (heute Teil der NEW AG, Mönchengladbach) sowie der niederländischen Nutsbedrijven Maastricht gegründet. Inzwischen haben sich mehr als 100 Versorger aus Deutschland, Österreich sowie der Schweiz und den Niederlanden als Partner oder Gesellschafter der Kooperation angeschlossen. Die Stadtwerke Aachen sind bis heute eine der größten Gesellschafter der Trianel GmbH. Ziel der vier Gründungsunternehmen war es, die Chancen der Liberalisierung für Stadtwerke aktiv zu nutzen und ein eigenes Handels- und Beschaffungshaus aufzubauen.
Anfangs handelte Trianel nur mit Strom und Gas. Im Laufe der Jahre wurden die Geschäftsfelder ausgeweitet. Trianel stieg in die Projektentwicklung von Energieerzeugungsanlagen ein, um gemeinsam mit Stadtwerken ein kommunales Erzeugungsportfolio aufzubauen und ihre Unabhängigkeit im Markt zu stärken. Seit 2007 investierte Trianel gemeinsam mit Stadtwerken rund 5,5 Milliarden Euro in konventionelle und erneuerbare Energien und in einen Gasspeicher. Rund 50 Prozent der Investitionen sind in erneuerbare Energien geflossen.
Mit dem Bau des Trianel Gaskraftwerks Hamm am Standort Hamm-Uentrop ist Trianel gemeinsam mit Stadtwerken in die Stromerzeugung eingestiegen. Das GuD-Kraftwerk ging 2007 ans Netz.
2008 ging der Trianel Gasspeicher Epe in Betrieb, 2013 folgte die Inbetriebnahme des Trianel Steinkohlekraftwerk Lünen. 2010 startete Trianel den Ausbau erneuerbarer Energien mit dem Baubeschluss für den ersten kommerziellen kommunalen Offshore-Windpark, den Trianel Windpark Borkum I. Der Offshore-Windpark ging 2015 in Betrieb, 2019 folgte die Inbetriebnahme des Trianel Windpark Borkum II.
Mit der Gründung der Trianel Onshore Windkraftwerke GmbH & Co. KG weitete Trianel ihr Portfolio auch auf Windkraft an Land aus. Mit der Gründung der Trianel Erneuerbaren Energien & GmbH & Co. KG 2015 und der Trianel Wind und Solar GmbH & Co. KG 2020 fokussiert sich Trianel weiter auf den Ausbau der erneuerbaren Energien.
Mittlerweile gründete das Unternehmen fünf Gesellschaften zum kommunalen Ausbau der erneuerbaren Energien.

## Unternehmensstruktur
Geschäftsführer der Trianel GmbH sind Sven Becker und Oliver Runte. Becker ist der Sprecher der Geschäftsführung. Vorsitzender des Aufsichtsrates ist STAWAG-Geschäftsführer Christian Becker. Zum Jahresbeginn 2024 hat Christian Meyer-Hammerström, BDEW-Vizepräsident und Geschäftsführer der Osterholzer Stadtwerke, den Vorsitz der Gesellschafterversammlung übernommen. Die Trianel GmbH hat insgesamt 53 Gesellschafter, die ihren Sitz in Deutschland und in den Niederlanden haben. Das Unternehmen beschäftigt rund 400 Mitarbeiter, hat ein Eigenkapital von 124,9 Millionen Euro und hat einen Umsatz von 9,38 Milliarden Euro (Stand 2023).

## Geschäftsfelder
Die Trianel GmbH ist in vielen Geschäftsfeldern entlang der Wertschöpfungskette der Energiewirtschaft tätig. Die Geschäftsfelder gliedern sich in die drei Bereiche Handel und Beschaffung, Projektentwicklung und Beratung von Stadtwerken.

### Handel und Beschaffung
Das Kerngeschäft der Trianel GmbH macht der Energiehandel, energiehandelsnahe Dienstleistungen wie die Energiebeschaffung für Strom und Erdgas, deren Lieferung und der Vermarktung von Energie sowie das Management von Energieportfolios aus. Trianel beschafft an den Großhandelsmärkten Energie für Weiterverteiler und Stadtwerke, um die Belieferung ihrer Endkunden mit Energie sicherzustellen. Über den „Trianel Trading Floor“ bietet das Unternehmen seinen Gesellschaftern und Kunden Zugang zum internationalen Handelsgeschäft.

### Projektentwicklung, Energieerzeugung
Neben dem Handel ist Trianel auch in der Energieerzeugung als Projektentwickler und Betreiber von konventionellen und erneuerbaren Kraftwerken und anderen Energieanlagen aktiv. Zur weiteren Professionalisierung des Projektentwicklungsgeschäfts wurde 2019 die 100%ige Tochtergesellschaft Trianel Energieprojekte gegründet. Ihr Schwerpunkt ist die Entwicklung, der Bau sowie der Kauf von Erneuerbaren-Energien-Projekten. Neben der Projektentwicklung konventioneller und regenerativer Erzeugungsanlagen und Energiespeicher betreut Trianel ebenfalls die Bewirtschaftung und Optimierung dieser Anlagen.
So betreibt sie seit 2007 z. B. das GuD-Kraftwerk Hamm-Uentrop und seit 2013 das Kohlekraftwerk am Stummhafen in Lünen. Es war das erste gemeinschaftlich von Stadtwerken betriebene Kohle-Großkraftwerk in Deutschland. Auf dem Gelände des GuD Hamm-Uentrop soll bis 2024 außerdem ein Elektrolyseur für die Produktion von Wasserstoff entstehen.
Mit dem Trianel Windpark Borkum verantwortete das Unternehmen den Bau eines Offshore-Windparks in der Nordsee, der am 17. Juli 2015 ans Netz ging. Mit der Gründung der Trianel Onshore Windkraftwerke GmbH & Co.KG 2013 und der Trianel Erneuerbaren Energien GmbH & Co.KG ist Trianel auch in die Projektentwicklung für Erneuerbare Energien an Land eingestiegen. Hier kaufte das Unternehmen beispielsweise im April 2012 einen Onshore-Windpark in Eisleben und im Juli 2015 in Rabenau (Hessen). Der größte von der Trianel Erneuerbare Energien GmbH & Co. KG betriebene Windpark „Park Spreeau“ in Brandenburg ging Ende 2021 ans Netz, ganz in der Nähe des ebenfalls zu Trianel gehörenden Windpark Uckley.
In Epe betreibt Trianel seit Oktober 2008 einen unterirdischen Gasspeicher. Das gespeicherte Gas ermöglicht den beteiligten Stadtwerken, günstig eingekauftes Gas zwischenzulagern und so Preisspitzen abzufangen.
Trianel plante ebenfalls weitere große Projekte wie das GuD-Kraftwerk in Krefeld-Uerdingen, die Pumpspeicherkraftwerke in Nordrhein-Westfalen und Thüringen, das Wasserspeicherkraftwerk Nethe oder das Pumpspeicherkraftwerk in der Talsperre Schmalwasser. Diese Projekte wurden jedoch aufgegeben.

### Digitalisierung
Trianel begleitet Stadtwerke bei der digitalen Transformation, z. B. im digitalen Vertrieb an Endkunden. Hierfür gründete das Unternehmen 2017 das Trianel Digital Lab. Das Projekt soll digitale Prozesse im Energiesektor verbessern. In diesem Rahmen wurde am 5. Mai 2020 beispielsweise auch das Pilotprojekt für die Mixed-Reality-Anwendung mit der Microsoft HoloLens 2 im Energiesektor gestartet. Über das Digital Lab können auch die Gesellschafter selbst Pilotprojekte initiieren.
Mit dem Trianel Desk baut Trianel seit 2017 eine digitale Plattform zur Steuerung aller Handels- und Vertriebsfunktionen für Stadtwerke auf.

### Flexibilisierung
2020 wurde der von Trianel initiierte FlexStore gegründet. Er ist ein Kooperationsnetzwerk von Stadtwerken und anderen Themenpartnern. Inhaltlicher Schwerpunkt ist die wirtschaftliche Integration der erneuerbaren Energien sowie die Beteiligung an Flexibilitäts- und Sektorkopplungsinvestitionen. Ziel des Netzwerks ist es, das notwendige Know-how aufzubauen, Chancen für Flexibilisierung zu erkennen und Geschäftsmodelle zu erarbeiten.
In drei verschiedenen Phasen werden daher Forschungsprojekte und Machbarkeitsstudien durchgeführt und später in Pilotprojekte umgesetzt. Langfristig sollen für Stadtwerke wirtschaftlich rentable Investitionsmöglichkeiten in Flexibilitätstechnologien entstehen.

## Kritik

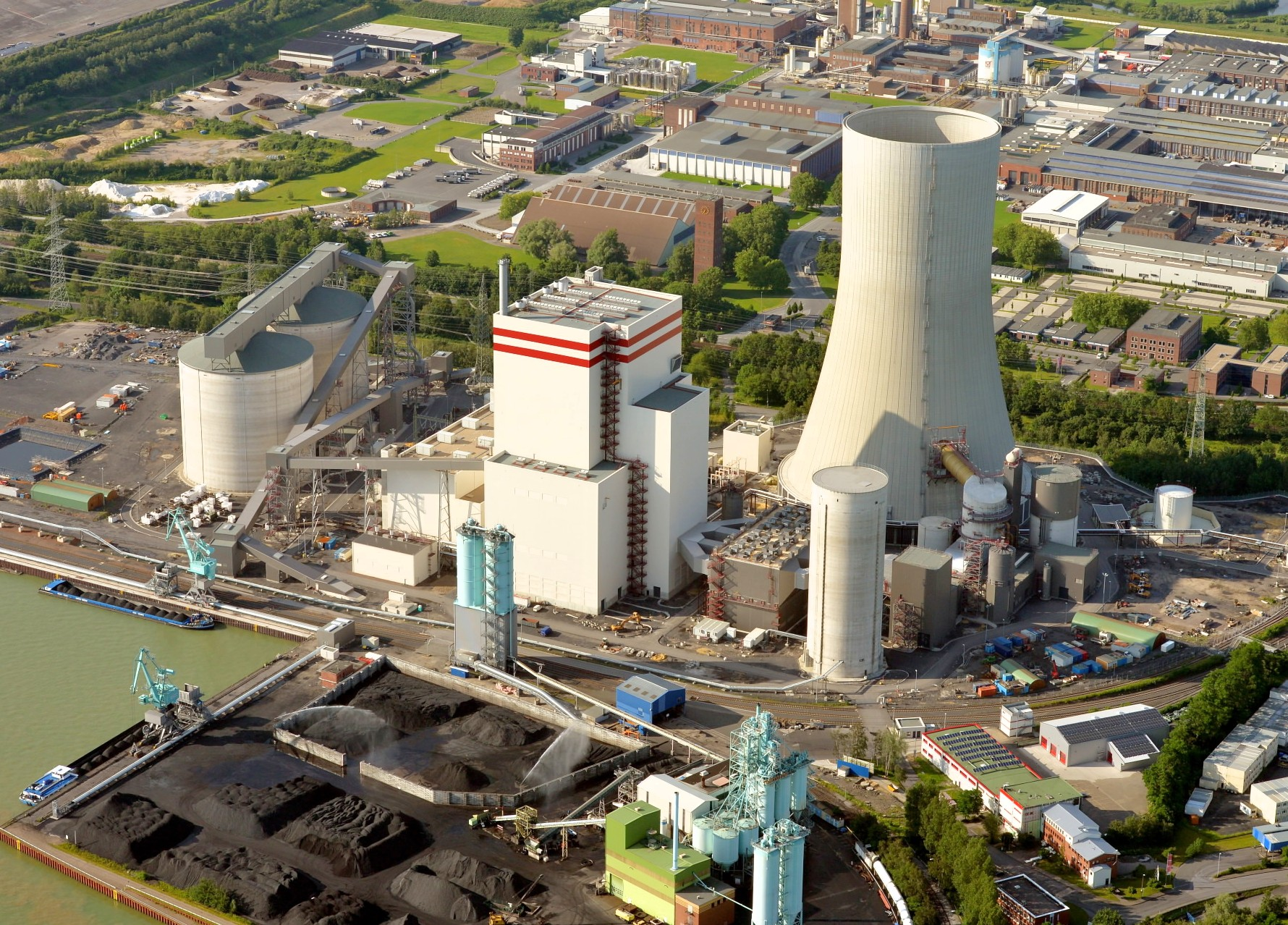
Trianel-Kraftwerk in Lünen (im Bau, 2012)

Trianel ist verschiedentlich mit seinen Kraftwerks-Projekten in die Kritik geraten. Besonders im Zusammenhang mit dem Kohlekraftwerk Lünen sieht sich das Unternehmen seit 2007 im Fokus von Umwelt- und Naturschutzverbänden sowie Bürgerinitiativen. Der Bund für Umwelt und Naturschutz Deutschland hat dabei im Jahr 2011 erfolgreich gegen den immissionsrechtlichen Vorbescheid geklagt. Das Oberverwaltungsgericht für das Land Nordrhein-Westfalen hob den Vorbescheid am 1. Dezember 2011 auf, weil die Umweltverträglichkeit des Kraftwerks bis dato nicht hinreichend nachgewiesen sei. Trianel wollte daraufhin die Lücken im Nachweis der Umweltverträglichkeit schließen und ging davon aus, damit ein neuer Vorbescheid erteilt werden kann. Dieser wurde schließlich genehmigt, 2013 ging das Steinkohlekraftwerk in Betrieb.
Bis 2012 wollte Trianel in Krefeld ein Kohlekraftwerk errichten, das mit Steinkohle befeuert werden sollte. Aufgrund eines Protests der Online-Plattform Campact wurde das Vorhaben jedoch gekippt. Als Reaktion auf die geänderte Energiepolitik der Bundesregierung votierten die beteiligten Stadtwerke im Juli 2011 für einen Wechsel vom als klimaschädlich kritisierten Energieträger Kohle auf Gas für die weitere Planung. Daraufhin plante Trianel den Bau eines umweltfreundlicheren Gas- und Dampfkraftwerks, was jedoch nicht umgesetzt wurde.
Auch in der Eifel, wo Trianel den Rurstausee als Unterbecken für ein Pumpspeicherkraftwerk nutzen wollte, stießen die Pläne auf zum Teil heftige Kritik. Die Gegner des Projektes befürchteten Schäden für die Natur sowie den naturnahen Tourismus, der das wirtschaftliche Standbein der strukturschwachen Region bildet. Der Speicher sollte in unmittelbarer Nähe des Nationalpark Eifel errichtet werden. Die Pläne für das Pumpspeicherkraftwerk Rur wurden 2013 vom Regionalrat jedoch abgelehnt und somit nicht umgesetzt.